# مسجد إسكي تاش
مسجد اسكي تاش مسجد حجري قديم والمعروف سابقًا باسم مسجد التاسعة، ويسمى ايضاً المسجد الحجري الكبير، يقع في قازان، روسيا.

## تاريخه

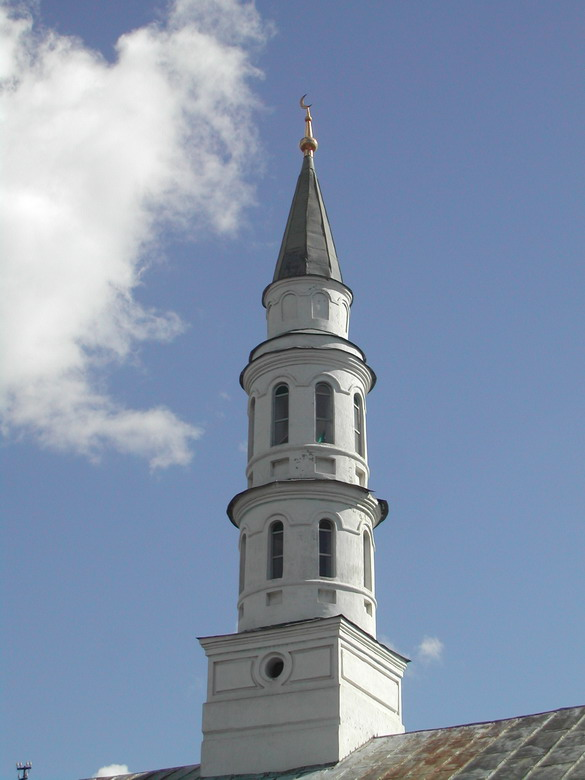
مئذنة مسجد إسكي تاش

وفقًا للأسطورة القديمة تم تشييده في مكان مقبرة جماعية، اشخاص دافعوا عن قازان في عام 1552، تم بناء المسجد في عام 1802 من تبرعات التاجر عبد الله شتميشيف، وفي عام 1830 أعيد بناؤها وفقا لمشروع الكسندر شميت، أعيد بناء واجهات المسجد من التقاليد العمارة الكلاسيكية، والمئذنة تتمتع بصلابتها بثلاث طبقات مثبتة على جدار، ويرتبط شكل المآذن مع المآذن في المدن القديمة بولكار وكاسيموف، المسجد مكون من طابقين وقاعتان، المئذنة موضوعة في وسط السقف.
تم إغلاق المسجد وفقًا لقرار اللجنة التنفيذية المركزية في نهاية الثلاثينات، تم استخدامه كمدرسة ثم للتخزين أثناء الحكم السوفيتي، وفي عام 1994 تمت إعادة أفتتاحه.